# 李兴 (晋朝)
李兴（?—?），字隽石，西晋犍为郡武阳县（今四川省眉山市彭山区）人，李密的儿子，李賜的弟弟。
李兴有文才，刺史罗尚辟为别驾。李雄攻罗尚，罗尚派李兴去找镇南将军刘弘求救，李兴因为愿留来，于是担任刘弘参军而不还。刘弘为诸葛孔明、羊叔子立石碣，派李兴写石碣上的文章，非常有辞理。罗尚告知刘弘，刘弘即夺李兴的手版把他遣还。